# يول فينول
يول فينول (بالإسبانية: Yoel Finol) (مواليد 21 سبتمبر 1996) هو ملاكم فنزويلي، مثّل بلاده في الألعاب الأولمبية الصيفية 2016.

## روابط خارجية
يول فينول على موقع بوكس ريك (الإنجليزية) (registration required)
- يول فينول على موقع اللجنة الأولمبية الدولية (الإنجليزية)
- يول فينول على موقع أوليمبيديا (الإنجليزية)